# Perizoma niveata
Perizoma niveata là một loài bướm đêm trong họ Geometridae.